# کریستین شوبرت
کریستین شوبرت (آلمانی: Christine Schuberth؛ زادهٔ ۱۱ فوریه ۱۹۴۴) بازیگر اهل اتریش است.
از فیلم‌ها یا سریال‌های تلویزیونی که وی در آن نقش داشته‌است، می‌توان به شاه، بی‌بی، سرباز، هلیکوپتر امداد، هوس‌ها، عطش شدید سه دختر سیری‌ناپذیر و همه خانم‌های قلعه این کار را خیلی دوست دارند اشاره کرد.